# The Killing Kind
| 전문가 평가 | 전문가 평가 |
| 평가 점수   | 평가 점수   |
| 출처        | 점수        |
| ----------- | ----------- |
| Allmusic    | [ 1 ]       |
| Rock Hard   | 9/10        |

《The Killing Kind》는 미국의 스래시 메탈 밴드 오버킬이 1996년 3월 5일에 발매한 여덟 번째 스튜디오 음반이다. 이 음반은 새로운 기타리스트 조 코미와 세바스찬 마리노가 참여한 첫 번째 음반이었고, 그들의 이전 스튜디오 음반은 메가포스 레코드나 애틀랜틱 레코드에 의해 발매되었다.

## 배경
1995년 기타리스트 롭 칸나비노와 메리트 갠트는 오버킬을 떠나기로 결정했다. 그 후 오버킬은 밴드 리에지 로드(현재의 기타리스트)의 전 가수인 조 코미를 고용했다. 코미는 과거에 함께 일했던 전 앤빌 기타리스트 세바스찬 마리노를 데려왔다. 이 새로운 라인업은 1995년에 《The Killing Kind》를 녹음했다. 크리스 샹그리디(주다스 프리스트, 헬로윈)가 직접 제작하고 믹스했다.
이 음반은 스래시 장르 내에서 잘 유지되었지만, 이전 음반의 좀 더 전통적인 스래시 메탈 스타일에서 벗어나 하드코어 펑크, 그루브 메탈과 같은 많은 현대적 요소를 특징으로 하는 반면 록과 메탈 장르 외부에서 일부 영향을 받았다. 코미가 가수이기도 했기 때문에, 《The Killing Kind》와 그 이후의 음반의 백 보컬은 이전보다 더 정교하고 빈번해졌고, 밴드의 사운드에 또 다른 새로운 요소를 더했다. 《The Killing Kind》에 대한 언론 반응은 긍정적이었다. 하지만, 《The Killing Kind》에 대한 팬들의 반응은 분열되었고, 일부 팬들은 그것이 그들의 최악의 음반 중 하나라고 생각하고 다른 팬들은 그것을 그들의 가장 훌륭한 노력 중 하나라고 불렀다. 오버킬은 1996년 2월에 메가라와 어큐어, 그리고 11월에 앤빌과 스탈해머와 함께 《The Killing Kind》를 지원하기 위해 유럽을 두 번 순회했다.

## 곡 목록
모든 곡들은 바비 엘스워스와 D.D. 버니에 의해 작사/작곡하였다.
| #   | 제목                                    | 재생 시간 |
| --- | --------------------------------------- | --------- |
| 1.  | 〈Battle〉                              | 4:31      |
| 2.  | 〈God-Like〉                            | 4:11      |
| 3.  | 〈Certifiable〉                         | 3:25      |
| 4.  | 〈Burn You Down/To Ashes〉              | 6:47      |
| 5.  | 〈Let Me Shut That for You〉            | 5:19      |
| 6.  | 〈Bold Face Pagan Stomp〉               | 5:42      |
| 7.  | 〈Feeding Frenzy (기악)〉               | 4:13      |
| 8.  | 〈The Cleansing〉                       | 5:50      |
| 9.  | 〈The Mourning After/Private Bleeding〉 | 4:36      |
| 10. | 〈Cold, Hard Fact〉                     | 5:19      |